# LIVE ALBUM Anytime Woman
『LIVE ALBUM Anytime Woman』（ライブ・アルバム エニタイム・ウーマン）は、矢沢永吉7作目のライブ・アルバム。1992年9月30日発売。

## 解説
1992年7月22日、日本武道館公演の模様を収録。

## 収録曲
1. INTRODUCTION 01:13
2. JEALOUSY 05:00
3. カモン・ベイビー 04:04
4. SUMMER RAIN 04:18
5. 時間よ止まれ 04:52
6. 憎いあの娘 04:30
7. ワン・ナイト・ショー 06:41
8. バーボン人生 05:00
9. 真赤なフィアット 02:33
10. サブウェイ特急 01:30
11. SEPTEMBER MOON 04:04
12. Anytime Woman 05:11
13. 長い黒髪 04:38
14. ラスト・シーン 05:37
15. BIG BEAT 06:30
16. ズッコケ娘 04:26